# Onthophagus duvivieri
Onthophagus duvivieri là một loài bọ cánh cứng trong họ Bọ hung (Scarabaeidae).